# Manabu Komatsubara
Manabu Komatsubara (Gunma, 2 april 1981) is een voormalig Japans voetballer.

## Carrière
Manabu Komatsubara speelde tussen 1998 en 2002 voor Shonan Bellmare en Ventforet Kofu.

## Statistieken
| Japan   | Japan              | Japan       | League | League | Emperor's Cup | Emperor's Cup | J-League Cup | J-League Cup | Totaal | Totaal |
| Seizoen | Club               | League      | Wed.   | Goals  | Wed.          | Goals         | Wed.         | Goals        | Wed.   | Goals  |
| ------- | ------------------ | ----------- | ------ | ------ | ------------- | ------------- | ------------ | ------------ | ------ | ------ |
| 1998    | Bellmare Hiratsuka | J. League 1 | 3      | 0      |               |               |              |              | 3      | 0      |
| 1999    | Bellmare Hiratsuka | J. League 1 | 25     | 4      |               |               |              |              | 25     | 4      |
| 2000    | Shonan Bellmare    | J. League 2 | 20     | 4      |               |               |              |              | 20     | 4      |
| 2001    | Shonan Bellmare    | J. League 2 | 5      | 0      |               |               |              |              | 5      | 0      |
| 2002    | Ventforet Kofu     | J. League 2 | 8      | 1      |               |               | -            | -            | 8      | 1      |
| Totaal  | Totaal             | Totaal      | 61     | 9      | 0             | 0             | 0            | 0            | 61     | 9      |